# Coupe Davis 1979
Pour un article plus général, voir Coupe Davis.
Navigation
Édition précédente Édition suivante
La Coupe Davis 1979 est la 68e édition de ce tournoi de tennis professionnel masculin par nations. Les rencontres se déroulent d'août 1978 au 16 décembre 1979 dans différents lieux.
Les États-Unis (tenant du titre) remporte leur 26e saladier d'argent grâce à leur victoire en finale face à l'Italie par cinq victoires à zéro.

## Contexte
Les nations ayant atteint les finales de leur zone continentale (soit les quarts de finale mondiaux) lors de l'édition précédente sont directement qualifiées pour leur demi-finale continentale (soit les huitièmes de finale mondiaux) :
- Australie et  Nouvelle-Zélande dans la "Zone Est",
- États-Unis et  Chili dans la "Zone Amériques",
- Grande-Bretagne et  Tchécoslovaquie dans la "Zone Europe A",
- Suède et  Hongrie dans la "Zone Europe B".

Les autres nations ont dû jouer une ou plusieurs rencontres afin d'atteindre le top 16 mondial.
Le tournoi se déroule au préalable dans les tours préliminaires des zones continentales. Un total de 52 nations participent à la compétition :
- 13 dans la "Zone Amérique",
- 10 dans la "Zone Est" (incluant l'Asie et l'Océanie),
- 29 dans la "Zone Europe" (incluant l'Afrique).

## Déroulement du tournoi
La Coupe Davis 1979 est remportée par l'équipe des États-Unis. En finale, les Américains battent facilement les Italiens 5 à 0 à San Francisco sur surface synthétique. Cette édition est la première qui voit John McEnroe, 20 ans, jouer son rôle de leader incontesté de l'équipe. Il gagne neuf matchs sur neuf durant cette campagne. 
Le flamboyant Vitas Gerulaitis est l'autre joueur de simple tandis que le double est réservé à la paire Bob Lutz-Stan Smith, deux hommes en fin de carrière. Stan Smith gagne là son septième titre et vit sa dernière finale. Pour le premier tour, contre la Colombie, le deuxième joueur de simple est Dick Stockton et McEnroe joue le double aux côtés de Peter Fleming. Ce qui fait que six joueurs participent à la conquête de ce trophée. À noter que la finale est tronquée par la blessure de Corrado Barazzutti, contraint d'abandonner lors du premier simple face à Vitas Gerulaitis. L'Italie doit aussi gérer la mort de son capitaine, Umberto Bergame, mort dans un accident de voiture quelques semaines avant la finale. L'Italie ne remporte aucun set.
Le parcours américain est relativement facile. Même l'Australie sur l'herbe de Sydney en demi-finale ne peut leur prendre plus d'un match. Mais cette rencontre donne lieu à un simple de folie entre Mark Edmondson et le sémillant Gerulaitis, finalement vainqueur en cinq manches après avoir perdu les deux premières. Le score se passe de commentaires : 6-8, 14-16, 10-8, 6-3, 6-3.

## Résultats

### Tableau du top 16 mondial
Les nations qui atteignent les finales de leur zone continentale (soit les quarts de finale mondiaux) sont directement qualifiées pour leur demi-finale continentale (soit les huitièmes de finale mondiaux) de la prochaine édition.
|  | Huitièmes de finale Plusieurs dates                                               | Huitièmes de finale Plusieurs dates                                             |                 |   | Quarts de finale Plusieurs dates                                             | Quarts de finale Plusieurs dates                                             |  |  | Demi-finales 5 - 8 octobre                | Demi-finales 5 - 8 octobre                |  |  | Finale 14 - 16 décembre                                  | Finale 14 - 16 décembre                                  |
|  | Huitièmes de finale Plusieurs dates                                               | Huitièmes de finale Plusieurs dates                                             |                 |   | Quarts de finale Plusieurs dates                                             | Quarts de finale Plusieurs dates                                             |  |  | Demi-finales 5 - 8 octobre                | Demi-finales 5 - 8 octobre                |  |  | Finale 14 - 16 décembre                                  | Finale 14 - 16 décembre                                  |
|  |                                                                                   |                                                                                 |                 |   |                                                                              |                                                                              |  |  |                                           |                                           |  |  |                                                          |                                                          |
|  | Finale Am. Nord et Centre (16 - 18 mars) Cleveland, OH, États-Unis (dur int.)     | Finale Am. Nord et Centre (16 - 18 mars) Cleveland, OH, États-Unis (dur int.)   |                 |   | Finale Amériques (14 - 16 septembre) Memphis, TN, États-Unis (moquette int.) | Finale Amériques (14 - 16 septembre) Memphis, TN, États-Unis (moquette int.) |  |  | Inter-zone Sydney, Australie (gazon ext.) | Inter-zone Sydney, Australie (gazon ext.) |  |  | Inter-zone San Francisco, CA, États-Unis (moquette int.) | Inter-zone San Francisco, CA, États-Unis (moquette int.) |
|  | Finale Am. Nord et Centre (16 - 18 mars) Cleveland, OH, États-Unis (dur int.)     | Finale Am. Nord et Centre (16 - 18 mars) Cleveland, OH, États-Unis (dur int.)   |                 |   | Finale Amériques (14 - 16 septembre) Memphis, TN, États-Unis (moquette int.) | Finale Amériques (14 - 16 septembre) Memphis, TN, États-Unis (moquette int.) |  |  | Inter-zone Sydney, Australie (gazon ext.) | Inter-zone Sydney, Australie (gazon ext.) |  |  | Inter-zone San Francisco, CA, États-Unis (moquette int.) | Inter-zone San Francisco, CA, États-Unis (moquette int.) |
|  | États-Unis                                                                        | 5                                                                               |                 |   | Finale Amériques (14 - 16 septembre) Memphis, TN, États-Unis (moquette int.) | Finale Amériques (14 - 16 septembre) Memphis, TN, États-Unis (moquette int.) |  |  | Inter-zone Sydney, Australie (gazon ext.) | Inter-zone Sydney, Australie (gazon ext.) |  |  | Inter-zone San Francisco, CA, États-Unis (moquette int.) | Inter-zone San Francisco, CA, États-Unis (moquette int.) |
|  | États-Unis                                                                        | 5                                                                               |                 |   | Finale Amériques (14 - 16 septembre) Memphis, TN, États-Unis (moquette int.) | Finale Amériques (14 - 16 septembre) Memphis, TN, États-Unis (moquette int.) |  |  | Inter-zone Sydney, Australie (gazon ext.) | Inter-zone Sydney, Australie (gazon ext.) |  |  | Inter-zone San Francisco, CA, États-Unis (moquette int.) | Inter-zone San Francisco, CA, États-Unis (moquette int.) |
|  | Colombie                                                                          | 0                                                                               |                 |   | Finale Amériques (14 - 16 septembre) Memphis, TN, États-Unis (moquette int.) | Finale Amériques (14 - 16 septembre) Memphis, TN, États-Unis (moquette int.) |  |  | Inter-zone Sydney, Australie (gazon ext.) | Inter-zone Sydney, Australie (gazon ext.) |  |  | Inter-zone San Francisco, CA, États-Unis (moquette int.) | Inter-zone San Francisco, CA, États-Unis (moquette int.) |
|  | Colombie                                                                          | 0                                                                               | États-Unis      | 4 |                                                                              |                                                                              |  |  | Inter-zone Sydney, Australie (gazon ext.) | Inter-zone Sydney, Australie (gazon ext.) |  |  | Inter-zone San Francisco, CA, États-Unis (moquette int.) | Inter-zone San Francisco, CA, États-Unis (moquette int.) |
|  | Finale Amérique du Sud (16 - 18 mars) Buenos Aires, Argentine (terre battue ext.) |                                                                                 | États-Unis      | 4 |                                                                              |                                                                              |  |  | Inter-zone Sydney, Australie (gazon ext.) | Inter-zone Sydney, Australie (gazon ext.) |  |  | Inter-zone San Francisco, CA, États-Unis (moquette int.) | Inter-zone San Francisco, CA, États-Unis (moquette int.) |
|  |                                                                                   | Argentine                                                                       | 1               |   |                                                                              |                                                                              |  |  | Inter-zone Sydney, Australie (gazon ext.) | Inter-zone Sydney, Australie (gazon ext.) |  |  | Inter-zone San Francisco, CA, États-Unis (moquette int.) | Inter-zone San Francisco, CA, États-Unis (moquette int.) |
|  | Argentine                                                                         | Argentine                                                                       | 1               | 3 |                                                                              |                                                                              |  |  | Inter-zone Sydney, Australie (gazon ext.) | Inter-zone Sydney, Australie (gazon ext.) |  |  | Inter-zone San Francisco, CA, États-Unis (moquette int.) | Inter-zone San Francisco, CA, États-Unis (moquette int.) |
|  | Argentine                                                                         | Finale Est (16 - 19 mars) Christchurch, Australie (gazon ext.)                  |                 | 3 |                                                                              |                                                                              |  |  | Inter-zone Sydney, Australie (gazon ext.) | Inter-zone Sydney, Australie (gazon ext.) |  |  | Inter-zone San Francisco, CA, États-Unis (moquette int.) | Inter-zone San Francisco, CA, États-Unis (moquette int.) |
|  | Chili                                                                             | 2                                                                               |                 |   |                                                                              |                                                                              |  |  | Inter-zone Sydney, Australie (gazon ext.) | Inter-zone Sydney, Australie (gazon ext.) |  |  | Inter-zone San Francisco, CA, États-Unis (moquette int.) | Inter-zone San Francisco, CA, États-Unis (moquette int.) |
|  | Chili                                                                             | 2                                                                               | États-Unis      | 4 |                                                                              |                                                                              |  |  |                                           |                                           |  |  | Inter-zone San Francisco, CA, États-Unis (moquette int.) | Inter-zone San Francisco, CA, États-Unis (moquette int.) |
|  | Demi-finale Est (9 - 12 février) Madras, Inde (terre battue ext.)                 |                                                                                 | États-Unis      | 4 |                                                                              |                                                                              |  |  |                                           |                                           |  |  | Inter-zone San Francisco, CA, États-Unis (moquette int.) | Inter-zone San Francisco, CA, États-Unis (moquette int.) |
|  |                                                                                   | Australie                                                                       | 1               |   |                                                                              |                                                                              |  |  |                                           |                                           |  |  | Inter-zone San Francisco, CA, États-Unis (moquette int.) | Inter-zone San Francisco, CA, États-Unis (moquette int.) |
|  | Australie                                                                         | Australie                                                                       | 1               | 3 |                                                                              |                                                                              |  |  |                                           |                                           |  |  | Inter-zone San Francisco, CA, États-Unis (moquette int.) | Inter-zone San Francisco, CA, États-Unis (moquette int.) |
|  | Australie                                                                         | Inter-zone Rome, Italie (terre battue ext.)                                     |                 | 3 |                                                                              |                                                                              |  |  |                                           |                                           |  |  | Inter-zone San Francisco, CA, États-Unis (moquette int.) | Inter-zone San Francisco, CA, États-Unis (moquette int.) |
|  | Inde                                                                              | 2                                                                               |                 |   |                                                                              |                                                                              |  |  |                                           |                                           |  |  | Inter-zone San Francisco, CA, États-Unis (moquette int.) | Inter-zone San Francisco, CA, États-Unis (moquette int.) |
|  | Inde                                                                              | 2                                                                               | Australie       | 3 |                                                                              |                                                                              |  |  |                                           |                                           |  |  | Inter-zone San Francisco, CA, États-Unis (moquette int.) | Inter-zone San Francisco, CA, États-Unis (moquette int.) |
|  | Demi-finale Est (9 - 11 février) Christchurch, Nouvelle-Zélande (gazon ext.)      |                                                                                 | Australie       | 3 |                                                                              |                                                                              |  |  |                                           |                                           |  |  | Inter-zone San Francisco, CA, États-Unis (moquette int.) | Inter-zone San Francisco, CA, États-Unis (moquette int.) |
|  |                                                                                   | Nouvelle-Zélande                                                                | 2               |   |                                                                              |                                                                              |  |  |                                           |                                           |  |  | Inter-zone San Francisco, CA, États-Unis (moquette int.) | Inter-zone San Francisco, CA, États-Unis (moquette int.) |
|  | Nouvelle-Zélande                                                                  | Nouvelle-Zélande                                                                | 2               | 3 |                                                                              |                                                                              |  |  |                                           |                                           |  |  | Inter-zone San Francisco, CA, États-Unis (moquette int.) | Inter-zone San Francisco, CA, États-Unis (moquette int.) |
|  | Nouvelle-Zélande                                                                  | Finale Europe A (14 - 16 septembre) Rome, Italie (terre battue ext.)            |                 | 3 |                                                                              |                                                                              |  |  |                                           |                                           |  |  | Inter-zone San Francisco, CA, États-Unis (moquette int.) | Inter-zone San Francisco, CA, États-Unis (moquette int.) |
|  | Japon                                                                             | 0                                                                               |                 |   |                                                                              |                                                                              |  |  |                                           |                                           |  |  | Inter-zone San Francisco, CA, États-Unis (moquette int.) | Inter-zone San Francisco, CA, États-Unis (moquette int.) |
|  | Japon                                                                             | 0                                                                               | États-Unis      | 5 |                                                                              |                                                                              |  |  |                                           |                                           |  |  |                                                          |                                                          |
|  | Demi-finale Europe A (13 - 15 juillet) Rome, Italie (terre battue ext.)           |                                                                                 | États-Unis      | 5 |                                                                              |                                                                              |  |  |                                           |                                           |  |  |                                                          |                                                          |
|  |                                                                                   | Italie                                                                          | 0               |   |                                                                              |                                                                              |  |  |                                           |                                           |  |  |                                                          |                                                          |
|  | Italie                                                                            | Italie                                                                          | 0               | 3 |                                                                              |                                                                              |  |  |                                           |                                           |  |  |                                                          |                                                          |
|  | Italie                                                                            |                                                                                 |                 | 3 |                                                                              |                                                                              |  |  |                                           |                                           |  |  |                                                          |                                                          |
|  | Hongrie                                                                           | 2                                                                               |                 |   |                                                                              |                                                                              |  |  |                                           |                                           |  |  |                                                          |                                                          |
|  | Hongrie                                                                           | 2                                                                               | Italie          | 4 |                                                                              |                                                                              |  |  |                                           |                                           |  |  |                                                          |                                                          |
|  | Demi-finale Europe A (13 - 15 juillet) Eastbourne, Grande-Bretagne (gazon ext.)   |                                                                                 | Italie          | 4 |                                                                              |                                                                              |  |  |                                           |                                           |  |  |                                                          |                                                          |
|  |                                                                                   | Grande-Bretagne                                                                 | 1               |   |                                                                              |                                                                              |  |  |                                           |                                           |  |  |                                                          |                                                          |
|  | Grande-Bretagne                                                                   | Grande-Bretagne                                                                 | 1               | 4 |                                                                              |                                                                              |  |  |                                           |                                           |  |  |                                                          |                                                          |
|  | Grande-Bretagne                                                                   | Finale Europe B (14 - 16 septembre) Prague, Tchécoslovaquie (terre battue ext.) |                 | 4 |                                                                              |                                                                              |  |  |                                           |                                           |  |  |                                                          |                                                          |
|  | Espagne                                                                           | 1                                                                               |                 |   |                                                                              |                                                                              |  |  |                                           |                                           |  |  |                                                          |                                                          |
|  | Espagne                                                                           | 1                                                                               | Italie          | 4 |                                                                              |                                                                              |  |  |                                           |                                           |  |  |                                                          |                                                          |
|  | Demi-finale Europe B (13 - 15 juillet) Paris, France (terre battue ext.)          |                                                                                 | Italie          | 4 |                                                                              |                                                                              |  |  |                                           |                                           |  |  |                                                          |                                                          |
|  |                                                                                   | Tchécoslovaquie                                                                 | 1               |   |                                                                              |                                                                              |  |  |                                           |                                           |  |  |                                                          |                                                          |
|  | Tchécoslovaquie                                                                   | Tchécoslovaquie                                                                 | 1               | 4 |                                                                              |                                                                              |  |  |                                           |                                           |  |  |                                                          |                                                          |
|  | Tchécoslovaquie                                                                   |                                                                                 |                 | 4 |                                                                              |                                                                              |  |  |                                           |                                           |  |  |                                                          |                                                          |
|  | France                                                                            | 1                                                                               |                 |   |                                                                              |                                                                              |  |  |                                           |                                           |  |  |                                                          |                                                          |
|  | France                                                                            | 1                                                                               | Tchécoslovaquie | 3 |                                                                              |                                                                              |  |  |                                           |                                           |  |  |                                                          |                                                          |
|  | Demi-finale Europe B (13 - 15 juillet) Bucarest, Roumanie (terre battue ext.)     |                                                                                 | Tchécoslovaquie | 3 |                                                                              |                                                                              |  |  |                                           |                                           |  |  |                                                          |                                                          |
|  |                                                                                   | Suède                                                                           | 2               |   |                                                                              |                                                                              |  |  |                                           |                                           |  |  |                                                          |                                                          |
|  | Suède                                                                             | Suède                                                                           | 2               | 3 |                                                                              |                                                                              |  |  |                                           |                                           |  |  |                                                          |                                                          |
|  | Suède                                                                             |                                                                                 |                 | 3 |                                                                              |                                                                              |  |  |                                           |                                           |  |  |                                                          |                                                          |
|  | Roumanie                                                                          | 2                                                                               |                 |   |                                                                              |                                                                              |  |  |                                           |                                           |  |  |                                                          |                                                          |
|  | Roumanie                                                                          | 2                                                                               |                 |   |                                                                              |                                                                              |  |  |                                           |                                           |  |  |                                                          |                                                          |

### Matchs détaillés

#### Huitièmes de finale
Les "huitièmes de finale mondiaux" correspondent aux demi-finales des zones continentales.
Amériques
| | États-Unis | 5                             | - | 0 | Colombie |  |  |
| --- | ---------- | ----------------------------- | - | - | -------- |  |  |
| Cleveland Skating Club, Cleveland, OH, États-Unis |            |                               |   |   |          |  |  |
| du 16 au 18 mars 1979 sur dur (int.) |            |                               |   |   |          |  |  |
| \| 1 \| \| John McEnroe \| 6 \| 6 \| 6 \| \| \| \| 1 \| \| Álvaro Betancur \| 2 \| 1 \| 1 \| \| \| \| 2 \| \| Dick Stockton \| 6 \| 6 \| 6 \| \| \| \| 2 \| \| Iván Molina \| 2 \| 3 \| 4 \| \| \| \| 3 \| \| Peter Fleming - John McEnroe \| 6 \| 6 \| 6 \| \| \| \| 3 \| \| Orlando Agudelo - Iván Molina \| 4 \| 0 \| 4 \| \| \| \| \| \| \| \| \| \| \| \| \| 4 \| \| Dick Stockton \| 6 \| 6 \| 7 \| \| \| \| 4 \| \| Álvaro Betancur \| 1 \| 2 \| 5 \| \| \| \| \| \| \| \| \| \| \| \| \| 5 \| \| John McEnroe \| 6 \| 6 \| 6 \| \| \| \| 5 \| \| Iván Molina \| 4 \| 3 \| 2 \| \| \| \| \| \| \| \| \| \| \| \| |            |                               |   |   |          |  |  |
| 1 |            | John McEnroe                  | 6 | 6 | 6        |  |  |
| 1 |            | Álvaro Betancur               | 2 | 1 | 1        |  |  |
| 2 |            | Dick Stockton                 | 6 | 6 | 6        |  |  |
| 2 |            | Iván Molina                   | 2 | 3 | 4        |  |  |
| 3 |            | Peter Fleming - John McEnroe  | 6 | 6 | 6        |  |  |
| 3 |            | Orlando Agudelo - Iván Molina | 4 | 0 | 4        |  |  |
| |            |                               |   |   |          |  |  |
| 4 |            | Dick Stockton                 | 6 | 6 | 7        |  |  |
| 4 |            | Álvaro Betancur               | 1 | 2 | 5        |  |  |
| |            |                               |   |   |          |  |  |
| 5 |            | John McEnroe                  | 6 | 6 | 6        |  |  |
| 5 |            | Iván Molina                   | 4 | 3 | 2        |  |  |
| |            |                               |   |   |          |  |  |

| 1 |  | John McEnroe                  | 6 | 6 | 6 |  |  |
| 1 |  | Álvaro Betancur               | 2 | 1 | 1 |  |  |
| 2 |  | Dick Stockton                 | 6 | 6 | 6 |  |  |
| 2 |  | Iván Molina                   | 2 | 3 | 4 |  |  |
| 3 |  | Peter Fleming - John McEnroe  | 6 | 6 | 6 |  |  |
| 3 |  | Orlando Agudelo - Iván Molina | 4 | 0 | 4 |  |  |
|   |  |                               |   |   |   |  |  |
| 4 |  | Dick Stockton                 | 6 | 6 | 7 |  |  |
| 4 |  | Álvaro Betancur               | 1 | 2 | 5 |  |  |
|   |  |                               |   |   |   |  |  |
| 5 |  | John McEnroe                  | 6 | 6 | 6 |  |  |
| 5 |  | Iván Molina                   | 4 | 3 | 2 |  |  |
|   |  |                               |   |   |   |  |  |

| | Argentine | 3                                | - | 2 | Chili |   |       |
| --- | --------- | -------------------------------- | - | - | ----- | - | ----- |
| Buenos Aires Lawn T.C., Buenos Aires, Argentine |           |                                  |   |   |       |   |       |
| du 16 au 18 mars 1979 sur terre battue (ext.) |           |                                  |   |   |       |   |       |
| \| 1 \| \| Guillermo Vilas \| 9 \| 6 \| 6 \| \| \| \| 1 \| \| Jaime Fillol \| 7 \| 2 \| 2 \| \| \| \| 2 \| \| José Luis Clerc \| 1 \| 6 \| 3 \| 5 \| \| \| 2 \| \| Hans Gildemeister \| 6 \| 2 \| 6 \| 7 \| \| \| 3 \| \| J. L. Clerc - G. Vilas \| 6 \| 6 \| 8 \| \| \| \| 3 \| \| Patricio Cornejo - Belus Prajoux \| 2 \| 2 \| 6 \| \| \| \| \| \| \| \| \| \| \| \| \| 4 \| \| José Luis Clerc \| 6 \| 6 \| 6 \| \| \| \| 4 \| \| Jaime Fillol \| 2 \| 1 \| 1 \| \| \| \| \| \| \| \| \| \| \| \| \| 5 \| \| Guillermo Vilas \| 6 \| 1 \| 6 \| 5 \| 2 ab. \| \| 5 \| \| Hans Gildemeister \| 2 \| 6 \| 1 \| 7 \| 1 \| \| \| \| \| \| \| \| \| \| |           |                                  |   |   |       |   |       |
| 1 |           | Guillermo Vilas                  | 9 | 6 | 6     |   |       |
| 1 |           | Jaime Fillol                     | 7 | 2 | 2     |   |       |
| 2 |           | José Luis Clerc                  | 1 | 6 | 3     | 5 |       |
| 2 |           | Hans Gildemeister                | 6 | 2 | 6     | 7 |       |
| 3 |           | J. L. Clerc - G. Vilas           | 6 | 6 | 8     |   |       |
| 3 |           | Patricio Cornejo - Belus Prajoux | 2 | 2 | 6     |   |       |
| |           |                                  |   |   |       |   |       |
| 4 |           | José Luis Clerc                  | 6 | 6 | 6     |   |       |
| 4 |           | Jaime Fillol                     | 2 | 1 | 1     |   |       |
| |           |                                  |   |   |       |   |       |
| 5 |           | Guillermo Vilas                  | 6 | 1 | 6     | 5 | 2 ab. |
| 5 |           | Hans Gildemeister                | 2 | 6 | 1     | 7 | 1     |
| |           |                                  |   |   |       |   |       |

| 1 |  | Guillermo Vilas                  | 9 | 6 | 6 |   |       |
| 1 |  | Jaime Fillol                     | 7 | 2 | 2 |   |       |
| 2 |  | José Luis Clerc                  | 1 | 6 | 3 | 5 |       |
| 2 |  | Hans Gildemeister                | 6 | 2 | 6 | 7 |       |
| 3 |  | J. L. Clerc - G. Vilas           | 6 | 6 | 8 |   |       |
| 3 |  | Patricio Cornejo - Belus Prajoux | 2 | 2 | 6 |   |       |
|   |  |                                  |   |   |   |   |       |
| 4 |  | José Luis Clerc                  | 6 | 6 | 6 |   |       |
| 4 |  | Jaime Fillol                     | 2 | 1 | 1 |   |       |
|   |  |                                  |   |   |   |   |       |
| 5 |  | Guillermo Vilas                  | 6 | 1 | 6 | 5 | 2 ab. |
| 5 |  | Hans Gildemeister                | 2 | 6 | 1 | 7 | 1     |
|   |  |                                  |   |   |   |   |       |

Est
| | Inde | 2                               | - | 3 | Australie |   |   |
| --- | ---- | ------------------------------- | - | - | --------- | - | - |
| Gymkhana Club, Madras, Inde |      |                                 |   |   |           |   |   |
| du 9 au 12 février 1979 sur terre battue (ext.) |      |                                 |   |   |           |   |   |
| \| 1 \| \| Sashi Menon \| 7 \| 1 \| 2 \| \| \| \| 1 \| \| Ross Case \| 9 \| 6 \| 6 \| \| \| \| 2 \| \| Vijay Amritraj \| 4 \| 6 \| 6 \| 3 \| \| \| 2 \| \| John Alexander \| 6 \| 8 \| 1 \| 6 \| \| \| 3 \| \| Anand Amritraj - Vijay Amritraj \| 6 \| 6 \| 6 \| 6 \| \| \| 3 \| \| Ross Case - Geoff Masters \| 8 \| 4 \| 1 \| 3 \| \| \| \| \| \| \| \| \| \| \| \| 4 \| \| Vijay Amritraj \| 7 \| 6 \| 7 \| \| \| \| 4 \| \| Ross Case \| 5 \| 1 \| 5 \| \| \| \| \| \| \| \| \| \| \| \| \| 5 \| \| Sashi Menon \| 8 \| 6 \| 3 \| 3 \| 4 \| \| 5 \| \| John Alexander \| 6 \| 3 \| 6 \| 6 \| 6 \| \| \| \| \| \| \| \| \| \| |      |                                 |   |   |           |   |   |
| 1 |      | Sashi Menon                     | 7 | 1 | 2         |   |   |
| 1 |      | Ross Case                       | 9 | 6 | 6         |   |   |
| 2 |      | Vijay Amritraj                  | 4 | 6 | 6         | 3 |   |
| 2 |      | John Alexander                  | 6 | 8 | 1         | 6 |   |
| 3 |      | Anand Amritraj - Vijay Amritraj | 6 | 6 | 6         | 6 |   |
| 3 |      | Ross Case - Geoff Masters       | 8 | 4 | 1         | 3 |   |
| |      |                                 |   |   |           |   |   |
| 4 |      | Vijay Amritraj                  | 7 | 6 | 7         |   |   |
| 4 |      | Ross Case                       | 5 | 1 | 5         |   |   |
| |      |                                 |   |   |           |   |   |
| 5 |      | Sashi Menon                     | 8 | 6 | 3         | 3 | 4 |
| 5 |      | John Alexander                  | 6 | 3 | 6         | 6 | 6 |
| |      |                                 |   |   |           |   |   |

| 1 |  | Sashi Menon                     | 7 | 1 | 2 |   |   |
| 1 |  | Ross Case                       | 9 | 6 | 6 |   |   |
| 2 |  | Vijay Amritraj                  | 4 | 6 | 6 | 3 |   |
| 2 |  | John Alexander                  | 6 | 8 | 1 | 6 |   |
| 3 |  | Anand Amritraj - Vijay Amritraj | 6 | 6 | 6 | 6 |   |
| 3 |  | Ross Case - Geoff Masters       | 8 | 4 | 1 | 3 |   |
|   |  |                                 |   |   |   |   |   |
| 4 |  | Vijay Amritraj                  | 7 | 6 | 7 |   |   |
| 4 |  | Ross Case                       | 5 | 1 | 5 |   |   |
|   |  |                                 |   |   |   |   |   |
| 5 |  | Sashi Menon                     | 8 | 6 | 3 | 3 | 4 |
| 5 |  | John Alexander                  | 6 | 3 | 6 | 6 | 6 |
|   |  |                                 |   |   |   |   |   |

| | Nouvelle-Zélande | 3                               | -   | 0    | Japon |   |  |
| --- | ---------------- | ------------------------------- | --- | ---- | ----- | - |  |
| Wilding Park, Christchurch, Nouvelle-Zélande |                  |                                 |     |      |       |   |  |
| du 9 au 11 février 1979 sur gazon (ext.) |                  |                                 |     |      |       |   |  |
| \| 1 \| \| Russell Simpson \| 6 \| 6 \| 6 \| \| \| \| 1 \| \| Jun Kamiwazumi \| 4 \| 4 \| 4 \| \| \| \| 2 \| \| Onny Parun \| 6 \| 12 \| 10 \| 6 \| \| \| 2 \| \| Kenichi Hirai \| 3 \| 14 \| 8 \| 3 \| \| \| 3 \| \| Brian Fairlie - Russell Simpson \| 6 \| 4 \| 6 \| 6 \| \| \| 3 \| \| Kenichi Hirai - Jun Kamiwazumi \| 4 \| 6 \| 4 \| 4 \| \| \| \| \| \| \| \| \| \| \| \| 4 \| \| Russell Simpson \| non \| joué \| \| \| \| \| 4 \| Kenichi Hirai \| \| \| \| \| \| \| \| \| \| \| \| \| \| \| \| \| 5 \| \| Onny Parun \| non \| joué \| \| \| \| \| 5 \| Jun Kamiwazumi \| \| \| \| \| \| \| \| \| \| \| \| \| \| \| \| |                  |                                 |     |      |       |   |  |
| 1 |                  | Russell Simpson                 | 6   | 6    | 6     |   |  |
| 1 |                  | Jun Kamiwazumi                  | 4   | 4    | 4     |   |  |
| 2 |                  | Onny Parun                      | 6   | 12   | 10    | 6 |  |
| 2 |                  | Kenichi Hirai                   | 3   | 14   | 8     | 3 |  |
| 3 |                  | Brian Fairlie - Russell Simpson | 6   | 4    | 6     | 6 |  |
| 3 |                  | Kenichi Hirai - Jun Kamiwazumi  | 4   | 6    | 4     | 4 |  |
| |                  |                                 |     |      |       |   |  |
| 4 |                  | Russell Simpson                 | non | joué |       |   |  |
| 4 | Kenichi Hirai    |                                 |     |      |       |   |  |
| |                  |                                 |     |      |       |   |  |
| 5 |                  | Onny Parun                      | non | joué |       |   |  |
| 5 | Jun Kamiwazumi   |                                 |     |      |       |   |  |
| |                  |                                 |     |      |       |   |  |

| 1 |                | Russell Simpson                 | 6   | 6    | 6  |   |  |
| 1 |                | Jun Kamiwazumi                  | 4   | 4    | 4  |   |  |
| 2 |                | Onny Parun                      | 6   | 12   | 10 | 6 |  |
| 2 |                | Kenichi Hirai                   | 3   | 14   | 8  | 3 |  |
| 3 |                | Brian Fairlie - Russell Simpson | 6   | 4    | 6  | 6 |  |
| 3 |                | Kenichi Hirai - Jun Kamiwazumi  | 4   | 6    | 4  | 4 |  |
|   |                |                                 |     |      |    |   |  |
| 4 |                | Russell Simpson                 | non | joué |    |   |  |
| 4 | Kenichi Hirai  |                                 |     |      |    |   |  |
|   |                |                                 |     |      |    |   |  |
| 5 |                | Onny Parun                      | non | joué |    |   |  |
| 5 | Jun Kamiwazumi |                                 |     |      |    |   |  |
|   |                |                                 |     |      |    |   |  |

Europe A
| | Italie | 3                                  | - | 2 | Hongrie |   |  |
| --- | ------ | ---------------------------------- | - | - | ------- | - |  |
| Foro Italico, Rome, Italie |        |                                    |   |   |         |   |  |
| du 13 au 15 juillet 1979 sur terre battue (ext.) |        |                                    |   |   |         |   |  |
| \| 1 \| \| Adriano Panatta \| 6 \| 6 \| 6 \| \| \| \| 1 \| \| Péter Szőke \| 2 \| 0 \| 3 \| \| \| \| 2 \| \| Corrado Barazzutti \| 9 \| 6 \| 3 \| 7 \| \| \| 2 \| \| Balázs Taróczy \| 7 \| 2 \| 6 \| 5 \| \| \| 3 \| \| Paolo Bertolucci - Adriano Panatta \| 3 \| 6 \| 0 \| 6 \| \| \| 3 \| \| Péter Szőke - Balázs Taróczy \| 6 \| 3 \| 6 \| 8 \| \| \| \| \| \| \| \| \| \| \| \| 4 \| \| Corrado Barazzutti \| 6 \| 6 \| 6 \| \| \| \| 4 \| \| Péter Szőke \| 4 \| 1 \| 1 \| \| \| \| \| \| \| \| \| \| \| \| \| 5 \| \| Antonio Zugarelli \| 4 \| 3 \| \| \| \| \| 5 \| \| Balázs Taróczy \| 6 \| 6 \| \| \| \| \| \| \| \| \| \| \| \| \| |        |                                    |   |   |         |   |  |
| 1 |        | Adriano Panatta                    | 6 | 6 | 6       |   |  |
| 1 |        | Péter Szőke                        | 2 | 0 | 3       |   |  |
| 2 |        | Corrado Barazzutti                 | 9 | 6 | 3       | 7 |  |
| 2 |        | Balázs Taróczy                     | 7 | 2 | 6       | 5 |  |
| 3 |        | Paolo Bertolucci - Adriano Panatta | 3 | 6 | 0       | 6 |  |
| 3 |        | Péter Szőke - Balázs Taróczy       | 6 | 3 | 6       | 8 |  |
| |        |                                    |   |   |         |   |  |
| 4 |        | Corrado Barazzutti                 | 6 | 6 | 6       |   |  |
| 4 |        | Péter Szőke                        | 4 | 1 | 1       |   |  |
| |        |                                    |   |   |         |   |  |
| 5 |        | Antonio Zugarelli                  | 4 | 3 |         |   |  |
| 5 |        | Balázs Taróczy                     | 6 | 6 |         |   |  |
| |        |                                    |   |   |         |   |  |

| 1 |  | Adriano Panatta                    | 6 | 6 | 6 |   |  |
| 1 |  | Péter Szőke                        | 2 | 0 | 3 |   |  |
| 2 |  | Corrado Barazzutti                 | 9 | 6 | 3 | 7 |  |
| 2 |  | Balázs Taróczy                     | 7 | 2 | 6 | 5 |  |
| 3 |  | Paolo Bertolucci - Adriano Panatta | 3 | 6 | 0 | 6 |  |
| 3 |  | Péter Szőke - Balázs Taróczy       | 6 | 3 | 6 | 8 |  |
|   |  |                                    |   |   |   |   |  |
| 4 |  | Corrado Barazzutti                 | 6 | 6 | 6 |   |  |
| 4 |  | Péter Szőke                        | 4 | 1 | 1 |   |  |
|   |  |                                    |   |   |   |   |  |
| 5 |  | Antonio Zugarelli                  | 4 | 3 |   |   |  |
| 5 |  | Balázs Taróczy                     | 6 | 6 |   |   |  |
|   |  |                                    |   |   |   |   |  |

| | Grande-Bretagne | 4                              | - | 1 | Espagne |   |  |
| --- | --------------- | ------------------------------ | - | - | ------- | - |  |
| Devonshire Park, Eastbourne, Grande-Bretagne |                 |                                |   |   |         |   |  |
| du 13 au 15 juillet 1979 sur gazon (ext.) |                 |                                |   |   |         |   |  |
| \| 1 \| \| Buster Mottram \| 6 \| 6 \| 6 \| \| \| \| 1 \| \| José Higueras \| 2 \| 3 \| 0 \| \| \| \| 2 \| \| John Lloyd \| 7 \| 6 \| 3 \| 6 \| \| \| 2 \| \| Manuel Orantes \| 5 \| 1 \| 6 \| 2 \| \| \| 3 \| \| Mark Cox - David Lloyd \| 2 \| 6 \| 6 \| 6 \| \| \| 3 \| \| José Higueras - Manuel Orantes \| 6 \| 2 \| 4 \| 4 \| \| \| \| \| \| \| \| \| \| \| \| 4 \| \| John Lloyd \| 3 \| 0 \| 4 \| \| \| \| 4 \| \| José Higueras \| 6 \| 6 \| 6 \| \| \| \| \| \| \| \| \| \| \| \| \| 5 \| \| Mark Cox \| 6 \| 6 \| 6 \| \| \| \| 5 \| \| Antonio Muñoz \| 1 \| 3 \| 2 \| \| \| \| \| \| \| \| \| \| \| \| |                 |                                |   |   |         |   |  |
| 1 |                 | Buster Mottram                 | 6 | 6 | 6       |   |  |
| 1 |                 | José Higueras                  | 2 | 3 | 0       |   |  |
| 2 |                 | John Lloyd                     | 7 | 6 | 3       | 6 |  |
| 2 |                 | Manuel Orantes                 | 5 | 1 | 6       | 2 |  |
| 3 |                 | Mark Cox - David Lloyd         | 2 | 6 | 6       | 6 |  |
| 3 |                 | José Higueras - Manuel Orantes | 6 | 2 | 4       | 4 |  |
| |                 |                                |   |   |         |   |  |
| 4 |                 | John Lloyd                     | 3 | 0 | 4       |   |  |
| 4 |                 | José Higueras                  | 6 | 6 | 6       |   |  |
| |                 |                                |   |   |         |   |  |
| 5 |                 | Mark Cox                       | 6 | 6 | 6       |   |  |
| 5 |                 | Antonio Muñoz                  | 1 | 3 | 2       |   |  |
| |                 |                                |   |   |         |   |  |

| 1 |  | Buster Mottram                 | 6 | 6 | 6 |   |  |
| 1 |  | José Higueras                  | 2 | 3 | 0 |   |  |
| 2 |  | John Lloyd                     | 7 | 6 | 3 | 6 |  |
| 2 |  | Manuel Orantes                 | 5 | 1 | 6 | 2 |  |
| 3 |  | Mark Cox - David Lloyd         | 2 | 6 | 6 | 6 |  |
| 3 |  | José Higueras - Manuel Orantes | 6 | 2 | 4 | 4 |  |
|   |  |                                |   |   |   |   |  |
| 4 |  | John Lloyd                     | 3 | 0 | 4 |   |  |
| 4 |  | José Higueras                  | 6 | 6 | 6 |   |  |
|   |  |                                |   |   |   |   |  |
| 5 |  | Mark Cox                       | 6 | 6 | 6 |   |  |
| 5 |  | Antonio Muñoz                  | 1 | 3 | 2 |   |  |
|   |  |                                |   |   |   |   |  |

Europe B
| | France | 1                              | - | 4 | Tchécoslovaquie |   |   |
| --- | ------ | ------------------------------ | - | - | --------------- | - | - |
| Roland-Garros, Paris, France |        |                                |   |   |                 |   |   |
| du 13 au 15 juillet 1979 sur terre battue (ext.) |        |                                |   |   |                 |   |   |
| \| 1 \| \| Yannick Noah \| 3 \| 3 \| 6 \| 7 \| \| \| 1 \| \| Ivan Lendl \| 6 \| 6 \| 3 \| 9 \| \| \| 2 \| \| Gilles Moretton \| 6 \| 6 \| 3 \| 3 \| 6 \| \| 2 \| \| Tomáš Šmíd \| 4 \| 4 \| 6 \| 6 \| 8 \| \| 3 \| \| Gilles Moretton - Yannick Noah \| 5 \| 4 \| 7 \| 2 \| \| \| 3 \| \| Jan Kodeš - Tomáš Šmíd \| 7 \| 6 \| 5 \| 6 \| \| \| \| \| \| \| \| \| \| \| \| 4 \| \| Gilles Moretton \| 1 \| 2 \| 2 \| \| \| \| 4 \| \| Ivan Lendl \| 6 \| 6 \| 6 \| \| \| \| \| \| \| \| \| \| \| \| \| 5 \| \| Yannick Noah \| 7 \| 6 \| 6 \| \| \| \| 5 \| \| Tomáš Šmíd \| 5 \| 1 \| 2 \| \| \| \| \| \| \| \| \| \| \| \| |        |                                |   |   |                 |   |   |
| 1 |        | Yannick Noah                   | 3 | 3 | 6               | 7 |   |
| 1 |        | Ivan Lendl                     | 6 | 6 | 3               | 9 |   |
| 2 |        | Gilles Moretton                | 6 | 6 | 3               | 3 | 6 |
| 2 |        | Tomáš Šmíd                     | 4 | 4 | 6               | 6 | 8 |
| 3 |        | Gilles Moretton - Yannick Noah | 5 | 4 | 7               | 2 |   |
| 3 |        | Jan Kodeš - Tomáš Šmíd         | 7 | 6 | 5               | 6 |   |
| |        |                                |   |   |                 |   |   |
| 4 |        | Gilles Moretton                | 1 | 2 | 2               |   |   |
| 4 |        | Ivan Lendl                     | 6 | 6 | 6               |   |   |
| |        |                                |   |   |                 |   |   |
| 5 |        | Yannick Noah                   | 7 | 6 | 6               |   |   |
| 5 |        | Tomáš Šmíd                     | 5 | 1 | 2               |   |   |
| |        |                                |   |   |                 |   |   |

| 1 |  | Yannick Noah                   | 3 | 3 | 6 | 7 |   |
| 1 |  | Ivan Lendl                     | 6 | 6 | 3 | 9 |   |
| 2 |  | Gilles Moretton                | 6 | 6 | 3 | 3 | 6 |
| 2 |  | Tomáš Šmíd                     | 4 | 4 | 6 | 6 | 8 |
| 3 |  | Gilles Moretton - Yannick Noah | 5 | 4 | 7 | 2 |   |
| 3 |  | Jan Kodeš - Tomáš Šmíd         | 7 | 6 | 5 | 6 |   |
|   |  |                                |   |   |   |   |   |
| 4 |  | Gilles Moretton                | 1 | 2 | 2 |   |   |
| 4 |  | Ivan Lendl                     | 6 | 6 | 6 |   |   |
|   |  |                                |   |   |   |   |   |
| 5 |  | Yannick Noah                   | 7 | 6 | 6 |   |   |
| 5 |  | Tomáš Šmíd                     | 5 | 1 | 2 |   |   |
|   |  |                                |   |   |   |   |   |

| | Roumanie | 2                               | - | 3 | Suède |   |   |
| --- | -------- | ------------------------------- | - | - | ----- | - | - |
| Club Sportiv Progresul, Bucarest, Roumanie |          |                                 |   |   |       |   |   |
| du 13 au 15 juillet 1979 sur terre battue (ext.) |          |                                 |   |   |       |   |   |
| \| 1 \| \| Ilie Năstase \| 7 \| 5 \| 7 \| 6 \| 6 \| \| 1 \| \| Stefan Simonsson \| 9 \| 7 \| 5 \| 3 \| 3 \| \| 2 \| \| Dumitru Hărădău \| 3 \| 0 \| 1 \| \| \| \| 2 \| \| Björn Borg \| 6 \| 6 \| 6 \| \| \| \| 3 \| \| Gavorielle Marcu - Ilie Năstase \| 5 \| 4 \| 3 \| \| \| \| 3 \| \| Ove Bengtson - Björn Borg \| 7 \| 6 \| 6 \| \| \| \| \| \| \| \| \| \| \| \| \| 4 \| \| Ilie Năstase \| 3 \| 0 \| 0 \| \| \| \| 4 \| \| Björn Borg \| 6 \| 6 \| 6 \| \| \| \| \| \| \| \| \| \| \| \| \| 5 \| \| Dumitru Hărădău \| 6 \| 6 \| 6 \| \| \| \| 5 \| \| Stefan Simonsson \| 3 \| 4 \| 3 \| \| \| \| \| \| \| \| \| \| \| \| |          |                                 |   |   |       |   |   |
| 1 |          | Ilie Năstase                    | 7 | 5 | 7     | 6 | 6 |
| 1 |          | Stefan Simonsson                | 9 | 7 | 5     | 3 | 3 |
| 2 |          | Dumitru Hărădău                 | 3 | 0 | 1     |   |   |
| 2 |          | Björn Borg                      | 6 | 6 | 6     |   |   |
| 3 |          | Gavorielle Marcu - Ilie Năstase | 5 | 4 | 3     |   |   |
| 3 |          | Ove Bengtson - Björn Borg       | 7 | 6 | 6     |   |   |
| |          |                                 |   |   |       |   |   |
| 4 |          | Ilie Năstase                    | 3 | 0 | 0     |   |   |
| 4 |          | Björn Borg                      | 6 | 6 | 6     |   |   |
| |          |                                 |   |   |       |   |   |
| 5 |          | Dumitru Hărădău                 | 6 | 6 | 6     |   |   |
| 5 |          | Stefan Simonsson                | 3 | 4 | 3     |   |   |
| |          |                                 |   |   |       |   |   |

| 1 |  | Ilie Năstase                    | 7 | 5 | 7 | 6 | 6 |
| 1 |  | Stefan Simonsson                | 9 | 7 | 5 | 3 | 3 |
| 2 |  | Dumitru Hărădău                 | 3 | 0 | 1 |   |   |
| 2 |  | Björn Borg                      | 6 | 6 | 6 |   |   |
| 3 |  | Gavorielle Marcu - Ilie Năstase | 5 | 4 | 3 |   |   |
| 3 |  | Ove Bengtson - Björn Borg       | 7 | 6 | 6 |   |   |
|   |  |                                 |   |   |   |   |   |
| 4 |  | Ilie Năstase                    | 3 | 0 | 0 |   |   |
| 4 |  | Björn Borg                      | 6 | 6 | 6 |   |   |
|   |  |                                 |   |   |   |   |   |
| 5 |  | Dumitru Hărădău                 | 6 | 6 | 6 |   |   |
| 5 |  | Stefan Simonsson                | 3 | 4 | 3 |   |   |
|   |  |                                 |   |   |   |   |   |

#### Quarts de finale
Les "quarts de finale mondiaux" correspondent aux finales des zones continentales.
| | États-Unis | 4                                 | - | 1 | Argentine |   |   |
| --- | ---------- | --------------------------------- | - | - | --------- | - | - |
| Racquet Club of Memphis, Memphis, TN, États-Unis |            |                                   |   |   |           |   |   |
| du 14 au 16 septembre 1979 sur moquette (int.) |            |                                   |   |   |           |   |   |
| \| 1 \| \| Vitas Gerulaitis \| 6 \| 7 \| 6 \| \| \| \| 1 \| \| José Luis Clerc \| 1 \| 5 \| 1 \| \| \| \| 2 \| \| John McEnroe \| 6 \| 6 \| 6 \| \| \| \| 2 \| \| Guillermo Vilas \| 2 \| 3 \| 2 \| \| \| \| 3 \| \| Bob Lutz - Stan Smith \| 2 \| 4 \| 11 \| 6 \| 6 \| \| 3 \| \| José Luis Clerc - Guillermo Vilas \| 6 \| 6 \| 9 \| 4 \| 1 \| \| \| \| \| \| \| \| \| \| \| 4 \| \| John McEnroe \| 6 \| 6 \| \| \| \| \| 4 \| \| José Luis Clerc \| 2 \| 3 \| \| \| \| \| \| \| \| \| \| \| \| \| \| 5 \| \| Vitas Gerulaitis \| 7 \| 3 \| ab. \| \| \| \| 5 \| \| Guillermo Vilas \| 9 \| 0 \| \| \| \| \| \| \| \| \| \| \| \| \| |            |                                   |   |   |           |   |   |
| 1 |            | Vitas Gerulaitis                  | 6 | 7 | 6         |   |   |
| 1 |            | José Luis Clerc                   | 1 | 5 | 1         |   |   |
| 2 |            | John McEnroe                      | 6 | 6 | 6         |   |   |
| 2 |            | Guillermo Vilas                   | 2 | 3 | 2         |   |   |
| 3 |            | Bob Lutz - Stan Smith             | 2 | 4 | 11        | 6 | 6 |
| 3 |            | José Luis Clerc - Guillermo Vilas | 6 | 6 | 9         | 4 | 1 |
| |            |                                   |   |   |           |   |   |
| 4 |            | John McEnroe                      | 6 | 6 |           |   |   |
| 4 |            | José Luis Clerc                   | 2 | 3 |           |   |   |
| |            |                                   |   |   |           |   |   |
| 5 |            | Vitas Gerulaitis                  | 7 | 3 | ab.       |   |   |
| 5 |            | Guillermo Vilas                   | 9 | 0 |           |   |   |
| |            |                                   |   |   |           |   |   |

| 1 |  | Vitas Gerulaitis                  | 6 | 7 | 6   |   |   |
| 1 |  | José Luis Clerc                   | 1 | 5 | 1   |   |   |
| 2 |  | John McEnroe                      | 6 | 6 | 6   |   |   |
| 2 |  | Guillermo Vilas                   | 2 | 3 | 2   |   |   |
| 3 |  | Bob Lutz - Stan Smith             | 2 | 4 | 11  | 6 | 6 |
| 3 |  | José Luis Clerc - Guillermo Vilas | 6 | 6 | 9   | 4 | 1 |
|   |  |                                   |   |   |     |   |   |
| 4 |  | John McEnroe                      | 6 | 6 |     |   |   |
| 4 |  | José Luis Clerc                   | 2 | 3 |     |   |   |
|   |  |                                   |   |   |     |   |   |
| 5 |  | Vitas Gerulaitis                  | 7 | 3 | ab. |   |   |
| 5 |  | Guillermo Vilas                   | 9 | 0 |     |   |   |
|   |  |                                   |   |   |     |   |   |

| | Nouvelle-Zélande | 2                            | - | 3 | Australie |   |  |
| --- | ---------------- | ---------------------------- | - | - | --------- | - |  |
| Wilding Park, Christchurch, Australie |                  |                              |   |   |           |   |  |
| du 16 au 19 mars 1979 sur gazon (ext.) |                  |                              |   |   |           |   |  |
| \| 1 \| \| Onny Parun \| 3 \| 6 \| 6 \| 6 \| \| \| 1 \| \| Mark Edmondson \| 6 \| 3 \| 3 \| 2 \| \| \| 2 \| \| Russell Simpson \| 4 \| 6 \| 5 \| 4 \| \| \| 2 \| \| John Alexander \| 6 \| 4 \| 7 \| 6 \| \| \| 3 \| \| Onny Parun - Russell Simpson \| 4 \| 7 \| 3 \| \| \| \| 3 \| \| John Alexander - Phil Dent \| 6 \| 9 \| 6 \| \| \| \| \| \| \| \| \| \| \| \| \| 4 \| \| Russell Simpson \| 3 \| 2 \| 4 \| \| \| \| 4 \| \| Mark Edmondson \| 6 \| 6 \| 6 \| \| \| \| \| \| \| \| \| \| \| \| \| 5 \| \| Onny Parun \| 7 \| 6 \| 6 \| \| \| \| 5 \| \| John Alexander \| 5 \| 3 \| 3 \| \| \| \| \| \| \| \| \| \| \| \| |                  |                              |   |   |           |   |  |
| 1 |                  | Onny Parun                   | 3 | 6 | 6         | 6 |  |
| 1 |                  | Mark Edmondson               | 6 | 3 | 3         | 2 |  |
| 2 |                  | Russell Simpson              | 4 | 6 | 5         | 4 |  |
| 2 |                  | John Alexander               | 6 | 4 | 7         | 6 |  |
| 3 |                  | Onny Parun - Russell Simpson | 4 | 7 | 3         |   |  |
| 3 |                  | John Alexander - Phil Dent   | 6 | 9 | 6         |   |  |
| |                  |                              |   |   |           |   |  |
| 4 |                  | Russell Simpson              | 3 | 2 | 4         |   |  |
| 4 |                  | Mark Edmondson               | 6 | 6 | 6         |   |  |
| |                  |                              |   |   |           |   |  |
| 5 |                  | Onny Parun                   | 7 | 6 | 6         |   |  |
| 5 |                  | John Alexander               | 5 | 3 | 3         |   |  |
| |                  |                              |   |   |           |   |  |

| 1 |  | Onny Parun                   | 3 | 6 | 6 | 6 |  |
| 1 |  | Mark Edmondson               | 6 | 3 | 3 | 2 |  |
| 2 |  | Russell Simpson              | 4 | 6 | 5 | 4 |  |
| 2 |  | John Alexander               | 6 | 4 | 7 | 6 |  |
| 3 |  | Onny Parun - Russell Simpson | 4 | 7 | 3 |   |  |
| 3 |  | John Alexander - Phil Dent   | 6 | 9 | 6 |   |  |
|   |  |                              |   |   |   |   |  |
| 4 |  | Russell Simpson              | 3 | 2 | 4 |   |  |
| 4 |  | Mark Edmondson               | 6 | 6 | 6 |   |  |
|   |  |                              |   |   |   |   |  |
| 5 |  | Onny Parun                   | 7 | 6 | 6 |   |  |
| 5 |  | John Alexander               | 5 | 3 | 3 |   |  |
|   |  |                              |   |   |   |   |  |

| | Italie | 4                            | - | 1  | Grande-Bretagne |  |  |
| --- | ------ | ---------------------------- | - | -- | --------------- |  |  |
| Foro Italico, Rome, Italie |        |                              |   |    |                 |  |  |
| du 14 au 16 septembre 1979 sur terre battue (ext.) |        |                              |   |    |                 |  |  |
| \| 1 \| \| Adriano Panatta \| 0 \| 4 \| 4 \| \| \| \| 1 \| \| Buster Mottram \| 6 \| 6 \| 6 \| \| \| \| 2 \| \| Corrado Barazzutti \| 6 \| 6 \| 6 \| \| \| \| 2 \| \| John Lloyd \| 1 \| 4 \| 4 \| \| \| \| 3 \| \| C. Barazzutti - A. Zugarelli \| 7 \| 10 \| 6 \| \| \| \| 3 \| \| Mark Cox - David Lloyd \| 5 \| 8 \| 1 \| \| \| \| \| \| \| \| \| \| \| \| \| 4 \| \| Adriano Panatta \| 6 \| 6 \| 6 \| \| \| \| 4 \| \| John Lloyd \| 3 \| 2 \| 3 \| \| \| \| \| \| \| \| \| \| \| \| \| 5 \| \| Corrado Barazzutti \| 8 \| 7 \| \| \| \| \| 5 \| \| Buster Mottram \| 6 \| 5 \| \| \| \| \| \| \| \| \| \| \| \| \| |        |                              |   |    |                 |  |  |
| 1 |        | Adriano Panatta              | 0 | 4  | 4               |  |  |
| 1 |        | Buster Mottram               | 6 | 6  | 6               |  |  |
| 2 |        | Corrado Barazzutti           | 6 | 6  | 6               |  |  |
| 2 |        | John Lloyd                   | 1 | 4  | 4               |  |  |
| 3 |        | C. Barazzutti - A. Zugarelli | 7 | 10 | 6               |  |  |
| 3 |        | Mark Cox - David Lloyd       | 5 | 8  | 1               |  |  |
| |        |                              |   |    |                 |  |  |
| 4 |        | Adriano Panatta              | 6 | 6  | 6               |  |  |
| 4 |        | John Lloyd                   | 3 | 2  | 3               |  |  |
| |        |                              |   |    |                 |  |  |
| 5 |        | Corrado Barazzutti           | 8 | 7  |                 |  |  |
| 5 |        | Buster Mottram               | 6 | 5  |                 |  |  |
| |        |                              |   |    |                 |  |  |

| 1 |  | Adriano Panatta              | 0 | 4  | 4 |  |  |
| 1 |  | Buster Mottram               | 6 | 6  | 6 |  |  |
| 2 |  | Corrado Barazzutti           | 6 | 6  | 6 |  |  |
| 2 |  | John Lloyd                   | 1 | 4  | 4 |  |  |
| 3 |  | C. Barazzutti - A. Zugarelli | 7 | 10 | 6 |  |  |
| 3 |  | Mark Cox - David Lloyd       | 5 | 8  | 1 |  |  |
|   |  |                              |   |    |   |  |  |
| 4 |  | Adriano Panatta              | 6 | 6  | 6 |  |  |
| 4 |  | John Lloyd                   | 3 | 2  | 3 |  |  |
|   |  |                              |   |    |   |  |  |
| 5 |  | Corrado Barazzutti           | 8 | 7  |   |  |  |
| 5 |  | Buster Mottram               | 6 | 5  |   |  |  |
|   |  |                              |   |    |   |  |  |

| | Tchécoslovaquie | 3                         | -  | 2   | Suède |   |   |
| --- | --------------- | ------------------------- | -- | --- | ----- | - | - |
| Štvanice Stadium, Prague, Tchécoslovaquie |                 |                           |    |     |       |   |   |
| du 14 au 16 septembre 1979 sur terre battue (ext.) |                 |                           |    |     |       |   |   |
| \| 1 \| \| Tomáš Šmíd \| 6 \| 6 \| 6 \| \| \| \| 1 \| \| Kjell Johansson \| 4 \| 3 \| 2 \| \| \| \| 2 \| \| Ivan Lendl \| 4 \| 5 \| 2 \| \| \| \| 2 \| \| Björn Borg \| 6 \| 7 \| 6 \| \| \| \| 3 \| \| Jan Kodeš - Tomáš Šmíd \| 2 \| 6 \| 6 \| 6 \| \| \| 3 \| \| Ove Bengtson - Björn Borg \| 6 \| 3 \| 4 \| 0 \| \| \| \| \| \| \| \| \| \| \| \| 4 \| \| Ivan Lendl \| 8 \| 6 \| 6 \| 4 \| 6 \| \| 4 \| \| Kjell Johansson \| 10 \| 4 \| 4 \| 6 \| 1 \| \| \| \| \| \| \| \| \| \| \| 5 \| \| Tomáš Šmíd \| 3 \| ab. \| \| \| \| \| 5 \| \| Per Hjertquist \| 5 \| \| \| \| \| \| \| \| \| \| \| \| \| \| |                 |                           |    |     |       |   |   |
| 1 |                 | Tomáš Šmíd                | 6  | 6   | 6     |   |   |
| 1 |                 | Kjell Johansson           | 4  | 3   | 2     |   |   |
| 2 |                 | Ivan Lendl                | 4  | 5   | 2     |   |   |
| 2 |                 | Björn Borg                | 6  | 7   | 6     |   |   |
| 3 |                 | Jan Kodeš - Tomáš Šmíd    | 2  | 6   | 6     | 6 |   |
| 3 |                 | Ove Bengtson - Björn Borg | 6  | 3   | 4     | 0 |   |
| |                 |                           |    |     |       |   |   |
| 4 |                 | Ivan Lendl                | 8  | 6   | 6     | 4 | 6 |
| 4 |                 | Kjell Johansson           | 10 | 4   | 4     | 6 | 1 |
| |                 |                           |    |     |       |   |   |
| 5 |                 | Tomáš Šmíd                | 3  | ab. |       |   |   |
| 5 |                 | Per Hjertquist            | 5  |     |       |   |   |
| |                 |                           |    |     |       |   |   |

| 1 |  | Tomáš Šmíd                | 6  | 6   | 6 |   |   |
| 1 |  | Kjell Johansson           | 4  | 3   | 2 |   |   |
| 2 |  | Ivan Lendl                | 4  | 5   | 2 |   |   |
| 2 |  | Björn Borg                | 6  | 7   | 6 |   |   |
| 3 |  | Jan Kodeš - Tomáš Šmíd    | 2  | 6   | 6 | 6 |   |
| 3 |  | Ove Bengtson - Björn Borg | 6  | 3   | 4 | 0 |   |
|   |  |                           |    |     |   |   |   |
| 4 |  | Ivan Lendl                | 8  | 6   | 6 | 4 | 6 |
| 4 |  | Kjell Johansson           | 10 | 4   | 4 | 6 | 1 |
|   |  |                           |    |     |   |   |   |
| 5 |  | Tomáš Šmíd                | 3  | ab. |   |   |   |
| 5 |  | Per Hjertquist            | 5  |     |   |   |   |
|   |  |                           |    |     |   |   |   |

#### Demi-finales
| | Australie | 1                          | - | 4  | États-Unis |   |   |
| --- | --------- | -------------------------- | - | -- | ---------- | - | - |
| White City Stadium, Sydney, Australie |           |                            |   |    |            |   |   |
| du 5 au 8 octobre 1979 sur gazon (ext.) |           |                            |   |    |            |   |   |
| \| 1 \| \| Mark Edmondson \| 8 \| 16 \| 8 \| 3 \| 3 \| \| 1 \| \| Vitas Gerulaitis \| 6 \| 14 \| 10 \| 6 \| 6 \| \| 2 \| \| John Alexander \| 7 \| 2 \| 7 \| \| \| \| 2 \| \| John McEnroe \| 9 \| 6 \| 9 \| \| \| \| 3 \| \| John Alexander - Phil Dent \| 9 \| 6 \| 6 \| \| \| \| 3 \| \| Bob Lutz - Stan Smith \| 7 \| 4 \| 4 \| \| \| \| \| \| \| \| \| \| \| \| \| 4 \| \| John Alexander \| 7 \| 4 \| 6 \| 2 \| \| \| 4 \| \| Vitas Gerulaitis \| 5 \| 6 \| 8 \| 6 \| \| \| \| \| \| \| \| \| \| \| \| 5 \| \| Mark Edmondson \| 3 \| 4 \| \| \| \| \| 5 \| \| John McEnroe \| 6 \| 6 \| \| \| \| \| \| \| \| \| \| \| \| \| |           |                            |   |    |            |   |   |
| 1 |           | Mark Edmondson             | 8 | 16 | 8          | 3 | 3 |
| 1 |           | Vitas Gerulaitis           | 6 | 14 | 10         | 6 | 6 |
| 2 |           | John Alexander             | 7 | 2  | 7          |   |   |
| 2 |           | John McEnroe               | 9 | 6  | 9          |   |   |
| 3 |           | John Alexander - Phil Dent | 9 | 6  | 6          |   |   |
| 3 |           | Bob Lutz - Stan Smith      | 7 | 4  | 4          |   |   |
| |           |                            |   |    |            |   |   |
| 4 |           | John Alexander             | 7 | 4  | 6          | 2 |   |
| 4 |           | Vitas Gerulaitis           | 5 | 6  | 8          | 6 |   |
| |           |                            |   |    |            |   |   |
| 5 |           | Mark Edmondson             | 3 | 4  |            |   |   |
| 5 |           | John McEnroe               | 6 | 6  |            |   |   |
| |           |                            |   |    |            |   |   |

| 1 |  | Mark Edmondson             | 8 | 16 | 8  | 3 | 3 |
| 1 |  | Vitas Gerulaitis           | 6 | 14 | 10 | 6 | 6 |
| 2 |  | John Alexander             | 7 | 2  | 7  |   |   |
| 2 |  | John McEnroe               | 9 | 6  | 9  |   |   |
| 3 |  | John Alexander - Phil Dent | 9 | 6  | 6  |   |   |
| 3 |  | Bob Lutz - Stan Smith      | 7 | 4  | 4  |   |   |
|   |  |                            |   |    |    |   |   |
| 4 |  | John Alexander             | 7 | 4  | 6  | 2 |   |
| 4 |  | Vitas Gerulaitis           | 5 | 6  | 8  | 6 |   |
|   |  |                            |   |    |    |   |   |
| 5 |  | Mark Edmondson             | 3 | 4  |    |   |   |
| 5 |  | John McEnroe               | 6 | 6  |    |   |   |
|   |  |                            |   |    |    |   |   |

| | Italie | 4                          | - | 1 | Tchécoslovaquie |   |   |
| --- | ------ | -------------------------- | - | - | --------------- | - | - |
| Foro Italico, Rome, Italie |        |                            |   |   |                 |   |   |
| du 5 au 7 octobre 1979 sur terre battue (ext.) |        |                            |   |   |                 |   |   |
| \| 1 \| \| Corrado Barazzutti \| 1 \| 6 \| 1 \| 6 \| 5 \| \| 1 \| \| Tomáš Šmíd \| 6 \| 3 \| 6 \| 3 \| 7 \| \| 2 \| \| Adriano Panatta \| 6 \| 1 \| 6 \| 6 \| \| \| 2 \| \| Ivan Lendl \| 4 \| 6 \| 0 \| 0 \| \| \| 3 \| \| P. Bertolucci - A. Panatta \| 6 \| 6 \| 6 \| 6 \| \| \| 3 \| \| Jan Kodeš - Tomáš Šmíd \| 8 \| 2 \| 1 \| 2 \| \| \| \| \| \| \| \| \| \| \| \| 4 \| \| Corrado Barazzutti \| 4 \| 6 \| 6 \| 3 \| 7 \| \| 4 \| \| Ivan Lendl \| 6 \| 1 \| 2 \| 6 \| 5 \| \| \| \| \| \| \| \| \| \| \| 5 \| \| Adriano Panatta \| 6 \| 6 \| \| \| \| \| 5 \| \| Tomáš Šmíd \| 3 \| 2 \| \| \| \| \| \| \| \| \| \| \| \| \| |        |                            |   |   |                 |   |   |
| 1 |        | Corrado Barazzutti         | 1 | 6 | 1               | 6 | 5 |
| 1 |        | Tomáš Šmíd                 | 6 | 3 | 6               | 3 | 7 |
| 2 |        | Adriano Panatta            | 6 | 1 | 6               | 6 |   |
| 2 |        | Ivan Lendl                 | 4 | 6 | 0               | 0 |   |
| 3 |        | P. Bertolucci - A. Panatta | 6 | 6 | 6               | 6 |   |
| 3 |        | Jan Kodeš - Tomáš Šmíd     | 8 | 2 | 1               | 2 |   |
| |        |                            |   |   |                 |   |   |
| 4 |        | Corrado Barazzutti         | 4 | 6 | 6               | 3 | 7 |
| 4 |        | Ivan Lendl                 | 6 | 1 | 2               | 6 | 5 |
| |        |                            |   |   |                 |   |   |
| 5 |        | Adriano Panatta            | 6 | 6 |                 |   |   |
| 5 |        | Tomáš Šmíd                 | 3 | 2 |                 |   |   |
| |        |                            |   |   |                 |   |   |

| 1 |  | Corrado Barazzutti         | 1 | 6 | 1 | 6 | 5 |
| 1 |  | Tomáš Šmíd                 | 6 | 3 | 6 | 3 | 7 |
| 2 |  | Adriano Panatta            | 6 | 1 | 6 | 6 |   |
| 2 |  | Ivan Lendl                 | 4 | 6 | 0 | 0 |   |
| 3 |  | P. Bertolucci - A. Panatta | 6 | 6 | 6 | 6 |   |
| 3 |  | Jan Kodeš - Tomáš Šmíd     | 8 | 2 | 1 | 2 |   |
|   |  |                            |   |   |   |   |   |
| 4 |  | Corrado Barazzutti         | 4 | 6 | 6 | 3 | 7 |
| 4 |  | Ivan Lendl                 | 6 | 1 | 2 | 6 | 5 |
|   |  |                            |   |   |   |   |   |
| 5 |  | Adriano Panatta            | 6 | 6 |   |   |   |
| 5 |  | Tomáš Šmíd                 | 3 | 2 |   |   |   |
|   |  |                            |   |   |   |   |   |

#### Finale
La finale de la Coupe Davis 1979 se joue entre les États-Unis et l'Italie.
| | États-Unis | 5                                  | - | 0  | Italie |  |  |
| --- | ---------- | ---------------------------------- | - | -- | ------ |  |  |
| San Francisco, CA, États-Unis |            |                                    |   |    |        |  |  |
| du 14 au 16 décembre 1979 sur moquette (int.) |            |                                    |   |    |        |  |  |
| \| 1 \| \| Vitas Gerulaitis \| 6 \| 3 \| \| \| \| \| 1 \| \| Corrado Barazzutti \| 2 \| 2 \| ab. \| \| \| \| 2 \| \| John McEnroe \| 6 \| 6 \| 6 \| \| \| \| 2 \| \| Adriano Panatta \| 2 \| 3 \| 4 \| \| \| \| 3 \| \| Bob Lutz - Stan Smith \| 6 \| 12 \| 6 \| \| \| \| 3 \| \| Paolo Bertolucci - Adriano Panatta \| 4 \| 10 \| 2 \| \| \| \| \| \| \| \| \| \| \| \| \| 4 \| \| John McEnroe \| 6 \| 6 \| 6 \| \| \| \| 4 \| \| Antonio Zugarelli \| 4 \| 3 \| 1 \| \| \| \| \| \| \| \| \| \| \| \| \| 5 \| \| Vitas Gerulaitis \| 6 \| 6 \| 6 \| \| \| \| 5 \| \| Adriano Panatta \| 1 \| 3 \| 3 \| \| \| \| \| \| \| \| \| \| \| \| |            |                                    |   |    |        |  |  |
| 1 |            | Vitas Gerulaitis                   | 6 | 3  |        |  |  |
| 1 |            | Corrado Barazzutti                 | 2 | 2  | ab.    |  |  |
| 2 |            | John McEnroe                       | 6 | 6  | 6      |  |  |
| 2 |            | Adriano Panatta                    | 2 | 3  | 4      |  |  |
| 3 |            | Bob Lutz - Stan Smith              | 6 | 12 | 6      |  |  |
| 3 |            | Paolo Bertolucci - Adriano Panatta | 4 | 10 | 2      |  |  |
| |            |                                    |   |    |        |  |  |
| 4 |            | John McEnroe                       | 6 | 6  | 6      |  |  |
| 4 |            | Antonio Zugarelli                  | 4 | 3  | 1      |  |  |
| |            |                                    |   |    |        |  |  |
| 5 |            | Vitas Gerulaitis                   | 6 | 6  | 6      |  |  |
| 5 |            | Adriano Panatta                    | 1 | 3  | 3      |  |  |
| |            |                                    |   |    |        |  |  |